# Répási László
Répási László (Budapest, 1966. március 23. –) labdarúgó, edző. 1993-ban magyar, 1997-ben maláj bajnoki gólkirály volt.

## Pályafutása

### Klubcsapatban

#### Vác
Répási a Vác FC (akkor még Vác FC-Samsung) színeiben lett 1994-ben magyar bajnok.

### A válogatottban
Egyszeres válogatott. 1993. április 15-én Svédország ellen a második félidőre állt be csereként.

## Sikerei, díjai
- Magyar bajnokság
  - bajnok: 1993-1994
  - gólkirály: 1993 (16 gól)
- Maláj bajnokság
  - gólkirály: 1997

## Statisztika

### Mérkőzése a válogatottban
| Magyarország | Magyarország      | Magyarország         | Magyarország | Magyarország | Magyarország | Magyarország | Magyarország | Magyarország |
| #            | Dátum             | Helyszín             | Hazai        | Eredmény     | Vendég       | Kiírás       | Gólok        | Esemény      |
| ------------ | ----------------- | -------------------- | ------------ | ------------ | ------------ | ------------ | ------------ | ------------ |
| 1.           | 1993. április 15. | Budapest, Népstadion | Magyarország | 0 – 2        | Svédország   | barátságos   | -            | 46'          |
|              | Összesen          |                      |              | 1            | mérkőzés     |              | 0            | gól          |